# Aleksandr Fersman
Aleksandr Yevguénievich Fersman (en ruso Александр Евгеньевич Ферсман; San Petersburgo, 1883-Sochi, 20 de mayo de 1945) fue un importante geoquímico y mineralogista soviético, académico de la Academia rusa de las Ciencias en 1919.

## Primeros años y educación
Alexander Fersman nació en San Petersburgo el 8 de noviembre de 1883, hijo de Evgeny Aleksandrovich Fersman, un arquitecto y militar, y de María Eduardovna Kessler, pintora y pianista. Siendo un muchacho, se aficionó a recoger y coleccionar minerales en la casa de verano de su familia en Crimea. Después de graduarse con honores en el Instituto Clásico de Odesa en 1901, asistió a la Academia de Minas de Novorossisk, donde encontró los cursos de mineralogía tan aburridos que trató de cambiar sus estudios por los de Historia del Arte. Amigos de la familia le convencieron para que estudiase química.
En 1903, la familia se trasladó a Moscú cuando su padre fue destinado como oficial en el ejército del zar, inscribiéndose Alexander en la Universidad de Moscú. En 1904, se convirtió en un estudiante de doctorado del mineralogista y geoquímico V.I. Vernadsky, que se convirtió en una influencia importante en su filosofía y su carrera.
En 1908, comenzó su trabajo de graduación bajo la tutela de Victor Mordechai Goldschmidt en la Universidad de Heidelberg en Alemania, y fue autor de una obra importante sobre la cristalografía de los diamantes.

## Carrera

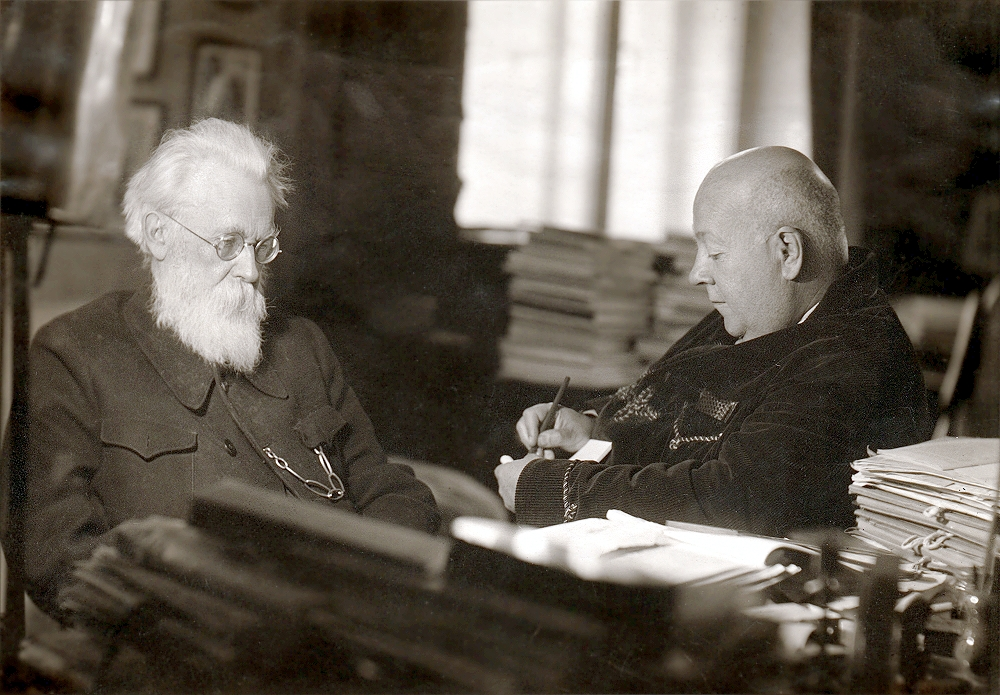
V. Vernadsky y A. Fersman, en 1940

En 1910, Fersman volvió a Rusia, donde comenzó su carrera administrativa y como docente. Se convirtió en conservador de mineralogía en la Academia Rusa de Ciencias del Museo Mineralógico de San Petersburgo, y el director del Museo en 1919, después de su elección como Académico. También accedió al cargo de profesor de la Universidad Popular (Shanyavsky) en Moscú. En 1912 impartió las primeras lecciones en el mundo dedicadas a la geoquímica, y también ayudó a fundar Priroda ( Naturaleza), una revista científica popular, a la que contribuyó a largo de su vida.
Durante la Primera Guerra Mundial formó una comisión para asesorar a los militares en cuestiones estratégicas relacionadas con la geología, como lo haría más tarde en la Gran Guerra Patriótica. También participó en un proyecto de la Academia de Ciencias para catalogar los recursos naturales de Rusia, y a partir de 1915, viajó a través de todo el país para evaluar los depósitos minerales. Posteriormente, Lenin consultó a Fersman sobre la explotación de recursos minerales de la Unión Soviética.
Después de la revolución de 1917, defendió enérgicamente el desarrollo de los recursos naturales del país, en particular de su riqueza mineral. Se organizaron numerosas expediciones, visitando prácticamente todo el país, participando personalmente en algunas de ellas. Los resultados incluyeron el descubrimiento de yacimientos de mineral de uranio y vanadio en Fergana, y, en el desierto de Karakum (al este del mar Caspio), grandes depósitos de azufre, que Rusia había tenido previamente que importar.
La Unión Soviética se industrializó rápidamente tras el ascenso de Iósif Stalin al poder en 1924, y con el comienzo del primero de los cinco Planes Quinquenales de la industria soviética en 1929, la mineralogía y la geoquímica habían adquirido un alto estatus nacional. De 1922 a 1934, la Academia Soviética de Ciencias organizó más de 250 expediciones científicas relacionadas con el estudio de la geología, la geoquímica y la mineralogía. De particular importancia fueron los estudios de los grandes macizos alcalinos de la península de Kola, en los macizos de Jibiny y de Lovozero, con los que Fersman estuvo particularmente relacionado. La península de Kola era conocida por su inaccesibilidad, pero a mediados de la década de 1930 -debido en gran parte a los esfuerzos de Fersman y de su asociado N.V. Belov- Jibiny y Lovozero estaban entre los mayores productores del mundo de una amplia gama de minerales industrialmente valiosos.
Bajo la dirección de Fersman, las actividades del Museo Mineralógico se dirigieron hacia la solución de los problemas económicos prácticos, la investigación de los depósitos minerales del país, y el desarrollo de técnicas de investigación y de laboratorio con tecnología de última generación. En 1930, el museo recibió el nombre de Instituto de Mineralogía y Geoquímica, y en 1932 de Instituto Geoquímico, Mineralógico y Cristalográfico. Como personal de la institución, Fersman reclutó a muchos de los mejores científicos de la nación.
En 1934, la Academia Soviética de Ciencias, incluyendo el Museo de Mineralogía, se trasladó a Moscú. Se necesitaron treinta vagones de ferrocarril para transportar la colección de más de 60.000 ejemplares del museo. El traslado se llevó a cabo en tres años de intenso trabajo. Las colecciones del museo fueron puestas en exhibición en 1937, a tiempo para el XVII Congreso Internacional de Geología (CIG), que se celebró en Moscú. Fersman fue el Secretario General de la Presidencia y jugó un papel importante en la organización de esta convención.
Hubo una serie de excursiones de la CIG (con una duración de 20-30 días) a las principales áreas de interés geológico dentro de la Unión Soviética. Sin embargo, el Congreso se llevó a cabo en 1937, durante la Gran Purga desatada por Stalin. Esto se reflejó en la atmósfera dentro de la convención. Algunos de los delegados rusos -como el geólogo Yu.M. Sheinmann- fueron detenidos durante el congreso o inmediatamente después. A pesar de su contacto regular con los extranjeros, Fersman logró evitar sospechas, y la excursión geológica a Karelia y a la península de Kola fue descrita en términos muy positivos según C. S. Hurlbut de la Universidad de Harvard.
Durante la Segunda Guerra Mundial, fue el responsable de la evacuación de unos 80.000 de los más valiosos especímenes del Museo de Mineralogía de Moscú en 1941, y de su regreso en 1944.
Fersman murió el 20 de mayo de 1945, en la ciudad del Mar Negro de Sochi, donde había ido para recuperarse del agotamiento. Contaba 61 años de edad.

## Publicaciones
Fersman escribió más de 1.500 artículos y publicaciones sobre cristalografía, mineralogía, geología, química, geoquímica, geografía, fotografía aérea, astronomía, filosofía, arte, arqueología, edafología, y biología. Entre estos trabajos, pueden citarse: Geoquímica en Rusia (1922); Elementos químicos de la Tierra y el Cosmos (1923); Geoquímica, vols. I-IV (1933-1939); y La búsqueda de yacimientos minerales sobre la base de la Geoquímica y la Mineralogía (1939).
También fue un gran divulgador de la ciencia en Rusia. Además de sus contribuciones a la revista Priroda y a otras publicaciones, escribió numerosos libros de divulgación, incluyendo: Tres años más allá del círculo polar ártico (1924); Mineralogía para todo el mundo (1928, actualizado y reeditado 1935); Veinticinco años de Ciencias Naturales Soviéticas (1944); Reminiscencias sobre Minerales (1945); El avance de la ciencia soviética (1945); La geoquímica para todos (ed. 1958)

## Premios y distinciones
Alexander Fersman fue galardonado con el Premio Lenin (1929), el Premio Estatal de la Unión Soviética (1942), la Medalla Wollaston de la Sociedad Geológica de Londres (1943), y Orden de la Bandera Roja del Trabajo.

## Eponimia
- El Museo Mineralógico Fersman, los minerales fersmita y fersmanita y el cráter Fersman de la Luna fueron nombrados por Alexander Fersman.